# NGC 7667
NGC 7667 est une galaxie spirale magellanique située dans la constellation des Poissons. Sa vitesse par rapport au fond diffus cosmologique est de 2 333 ± 26 km/s, ce qui correspond à une distance de Hubble de 34,4 ± 2,4 Mpc (∼112 millions d'al). NGC 7667 a été découverte par l'astronome italien Gaspare Stanislao Ferrari (it) en 1865.
NGC 7667 présente une large raie HI. Selon la base de données Simbad, NGC 7661 est une radiogalaxie. À ce jour, une seule mesure non basée sur le décalage vers le rouge (redshift) donne une distance d'environ 17,800 Mpc (∼58,1 millions d'al). Cette valeur est loin à l'extérieur des valeurs de la distance de Hubble.
- Note : il est difficile de voir le bras spiral sur l'imge du relevé SDSS. NGC 7667 pourrait plutôt être classifiée de galaxie irrégulière